# 太平洋津波警報センター

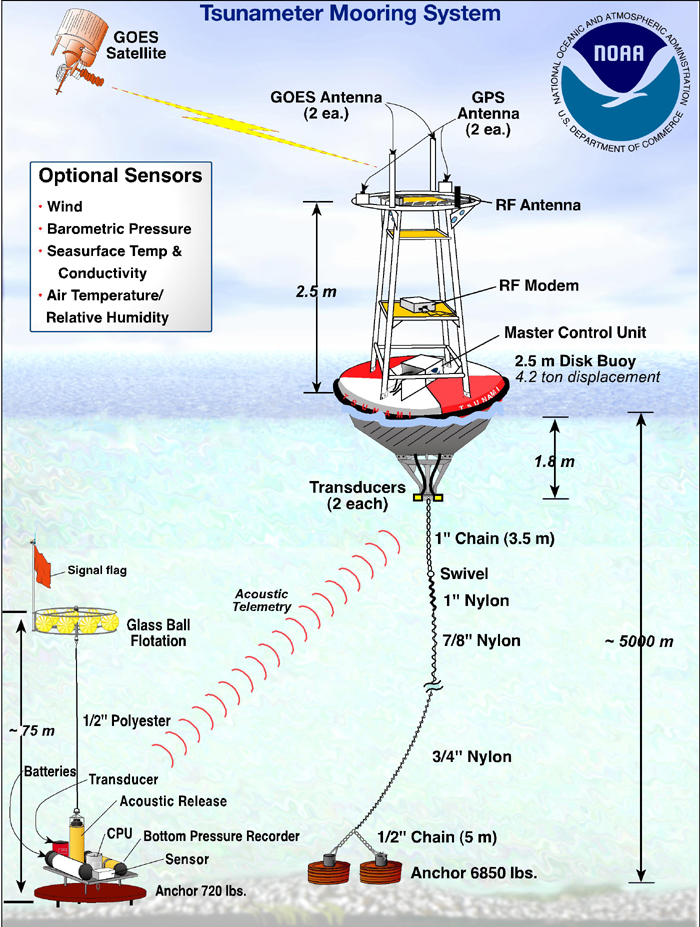
海底水圧計とブイを組み合わせたDARTシステム

太平洋津波警報センター（たいへいようつなみけいほうセンター、英語: Pacific Tsunami Warning Center, PTWC）は、アメリカ海洋大気庁（NOAA）がハワイ州のオアフ島で運用している津波警報システムの中核となる機関である。

## 概要
世界的な津波予測を監督し、太平洋地域における津波警報の発表を行う。ハワイとアラスカで165人の犠牲者が出た1946年のアリューシャン地震を受け、1949年に設立された。
太平洋津波警報センターでは、地震のデータをまず一番に使うが、起こりうる脅威を予測する場合には海洋学のデータも考慮に入れる。津波が生じたかどうかを確認するため、地震が起きた地域の潮汐を潮位計でチェックする。
津波の今後を予測し、必要ならば太平洋地域の危険なエリアに警報を発表する。発せられた警報が誤ることなく、PTWC が特定の地域に津波警報を出した時には、津波はすでに進行中であり、やがて到達する。津波が大洋を移動するには長い時間がかかるため、予測が間違いないかどうかを確かめる余裕は充分あるためである。
上位の国際組織として「太平洋津波警戒・減災システムのための政府間調整グループ」（ICG/PTWS：Intergovernmental Coordination Group for the Pacific Tsunami Warning and Mitigation System）がある。

## 深海での津波検知
米国海洋大気庁は1995年から海底津波計 (Deep-ocean Assessment and Reporting of Tsunamis; DART、深海での津波の評価と報告) システムの開発を開始し、2001年までには太平洋に6つのステーションが設置された。
2004年のスマトラ島沖地震での津波により危機意識が高まり、2005年の初めには「2007年の中頃までには32個の DART ブイを追加して設置する」と発表された。
まだ津波が海岸から遠い時でも、DARTステーションは、津波に関する詳細な情報を伝えてくれる。各ステーションは、津波の通過を検知して、そのデータを音響モデムで海面ブイに送信する海底圧力レコーダ（約6000mの深度）で構成されている。海面ブイからは、GOES衛星を経由して、PTWCに情報が送られる。海底圧力レコーダーは2年間連続動作し、海面ブイは毎年交換される。このシステムにより、太平洋での津波予報・津波警報は大幅に改善された。